# 홍천 양덕원 삼층석탑
홍천 양덕원 삼층석탑(洪川 陽德院 三層石塔)은 대한민국 강원특별자치도 홍천군  남면 양덕원리에 있는 삼층석탑이다. 1984년 6월 2일 강원특별자치도의 문화재자료 제10호로 지정되었다.

## 개요
무너져 있던 것을 다시 쌓아 놓은 탑으로, 1층 기단(基壇) 위에 3층의 탑신(塔身)을 올려 놓은 모습이다.
커다란 자연석 위에 올려진 기단은 맨윗돌이 뒤집혀진 채 놓여 있다. 탑신부는 1층 몸돌만 한돌로 이루어져 있고, 1층 지붕돌부터는 지붕돌과 그 위층의 몸돌이 각각 합쳐져 한돌로 이루어져 있다. 지붕돌은 네 귀퉁이가 뾰족하게 들려 있으며, 밑면에는 3단씩의 받침을 두었다.
고려시대에 세운 것으로 추정되는 이 탑에는 두 가지의 전설이 전해 내려오고 있다. 하나는 어느 대사가 조선 태조(이성계)의 도읍지를 찾아 다니던 중 이곳을 지니다가 땅의 모양이 용의 형상이므로 머지않아 재앙이 미칠 것을 예상하여 용의 머리에 해당하는 부분에 절을 짓고 이 탑을 세워 재앙을 미리 막았다는 것과 다른 하나는 이 석탑을 움직일 경우 마을에 재앙이 생긴다는 이야기이다.
2005년 도난되어 현재 지대석만 남아 있다.

## 참고 자료
- 홍천 양덕원 삼층석탑 - 국가유산청 국가유산포털